# Дългоноса маймуна
Дългоносата маймуна (Nasalis larvatus) е вид бозайник от семейство Коткоподобни маймуни (Cercopithecidae), единствен представител на род Nasalis. Видът е застрашен от изчезване. 

## Разпространение и местообитание
Разпространен е в Бруней, Индонезия и Малайзия.